# 卡拉是条狗
《卡拉是条狗》是中国第六代导演路学长于2002年拍摄的电影作品，由葛优、丁嘉丽、李滨等主演的剧情文艺片。讲述了老二对卡拉的执着，表达了一种小人物在社会中的无奈与痛苦。电影以一个普通家庭寻找遗失的雜種宠物狗卡拉的故事为主线，反映了中国社会环境下普通百姓的生存状态以及人际关系复杂等一系列社会问题，并由此引发了社会的广泛讨论。
该片于2003年2月22日首映并先后获得了第10届北京大学生电影节最佳故事片奖和第4届华语电影传媒大奖最佳电影奖。影片《卡拉是条狗》在北京新东安影城举行了首映式。

## 演员名单
- 葛优　饰　老二
- 丁嘉丽　饰　玉兰
- 李勤勤　饰　杨丽
- 李滨　饰　亮亮
- 夏雨　饰　警察小张
- 冯小刚　饰　面的司机